# Sanora Babb
Sanora Babb (21 de abril de 1907 – 31 de diciembre de 2005) fue una novelista, poeta y editora literaria estadounidense.

## Biografía
Sanora Babb nació en Otoe, actual Oklahoma, aunque ni su madre ni su padre eran oriundos de Otoe. Su padre, Walter, un jugador profesional, trasladó a Sanora y a su hermana Dorothy a un refugio subterráneo de una habitación en una granja de broomcorn establecida por su abuelo cerca de Lamar, Colorado.
Sus experiencias las convirtió en ficciones para sus novelas Un búho en cada poste y El viajero perdido. Aunque no asistió a la escuela hasta cumplidos los 11 años, logró graduarse de la escuela secundaria como estudiante con las notas más altas. Empezó a estudiar en la Universidad de Kansas pero no pudo proseguir y, después de que un año, se transfirió a la Junior College en Garden City, Kansas. Su primer trabajo en periodismo fue en el Garden City Herald, y muchos de sus artículos fueron reimpresos por la Associated Press. Se muda a Los Ángeles en 1929 para trabajar para  Los Angeles Times, pero debido a la caída de la bolsa de valores de Estados Unidos en 1929 el diario retractó su oferta. Ella queda sin hogar durante la Gran Depresión, teniendo que dormir en el Parque Lafayette. Finalmente encuentra empleo como secretaria en Warner Brothers y escribió guiones para estación de radio KFWB. Se unió al Club de John Reed y fue miembro del Partido Comunista durante 11 años, visitando la Unión Soviética en 1936, pero se retiró del partido debido a la estructura autoritaria y en disputa.
En 1938  regresa a California para trabajar para la Administración de Seguridad de la Granja (FSA). Ella guardó las notas detalladas que realizó en FSA a causa de los campamentos de refugiados provocados por el desastre de Dust Bowl de California, notas que fueron facilitadas a John Steinbeck por el supervisor de Babb, Tom Collins. Ella convirtió las historias que recolectó en su novela Cuyos nombres son desconocidos. Bennett Cerf planeó publicar la novela con Random House, pero la aparición de la novela The Grapes of Wrath de John Steinbeck hizo que la publicación de Babb fuera archivada en 1939. Su novela no fue publicada sino hasta 2004.
Babb tuvo una larga amistad con William Saroyan que inició en 1932, que se convirtió en un amor no correspondido por parte de Saroyan. También tuvo un romance con Ralph Ellison.
Conoció a su futuro marido, el director de fotografía chino estadounidense James Wong Howe, antes de que Segunda Guerra Mundial. Viajaron a París en 1937 para casarse, pero su matrimonio no fue reconocido en California. No cohabitarían debido a la posición e ideas chinas tradicionales de Howe, así que tenían apartamentos separados en el mismo edificio. Cuando la corte suprema anuló la ley anti-mestizaje en California, que prohibía el matrimonio entre personas de distintas razas, necesitaron tres días para encontrar un juez que aceptara casarlos. Incluso entonces, según se informa, el juez comentó "Se ve bastante vieja. Si ella quiere casarse con un chink [término ofensivo para referirse a los asiáticos, fuera cual fuese su origen], es asunto suyo." Debido a la prohibición, una cláusula moral en el contrato del estudio prohibía a Howe reconocer públicamente su matrimonio.
A principios de 1940 Babb era secretaria en la Costa Oeste de la Liga de Escritores americanos. Editó la revista literaria The Clipper y su sucesora The California Quarterly, ayudando a presentar la obra de Ray Bradbury y B. Traven, además de dirigir un restaurante chino propiedad de su esposo.
Durante los primeros años de las audiencias del Comité de Actividades Antiestadounidenses, Babb fue puesta en la lista negra, por lo que se trasladó a Ciudad de México para proteger a Howe de posibles acosos.

## Trabajos
- El viajero perdido, 1958.
- Un búho en cada poste, 1970.
- El instinto de asesino y otras historias de la Gran Depresión, 1987.
- Grito del Tinamou, 1997.
- Dicho en la semilla, 1998.
- Cuyos nombres son desconocidos, 2004.
- En la estela del Plato Sucio: Recordando los campamentos de refugiados del Dust Bowl, 2007.